# G.992.5
La recommandation G.992.5 de l'UIT-T définit le mode de fonctionnement et d'interaction des équipements de communication ADSL2+.